# Fàbrica Cucurny
La fàbrica Cucurny era una nau industrial de planta rectangular de Montmeló (Vallès Oriental), actualment enderrocada, que formava part de l'Inventari del Patrimoni Arquitectònic de Catalunya.

## Descripció
L'interior tenia gran amplitud en estar dividit l'espai per pilastres quadrades de petites dimensions sobre les que descansaven les bigues de fusta. A la part nord hi havia dos forns de coure peces i al sud els assecadors dels materials. Al costat est hi havia l'antiga porta d'entrada d'arc adovellat.

## Història
La fàbrica de gres i refractari es va construir durant la primera Guerra Mundial a Montmeló. El seu emplaçament fou escollit per ser un lloc bon comunitat pel ferrocarril que permetia fer les trameses de material ràpidament cap Europa. La quadra gran va esser escapçada del costat nord, quan s'urbanitza la zona a la dècada dels vuitanta del segle XX per fer-hi habitatges i un parc infantil.